# Бої у Львові. 1—21 листопада 1918 року
Бої у Львові. 1–21 листопада 1918 року — військово-історична монографія Олександра Дєдика, присвячена воєнним подіям Листопадового чину у Львові 1918 року. Перша частина видана у видавництві «Астролябія» в 2018 році.
Дослідження здійснене на віднайдених документальних джерелах, свідченнях і спогадах очевидців. У ньому проводиться реконструкція протистояння на вулицях Львова на початку листопада 1918 року. Книга розповідає про причини відставки Дмитра Вітовського та Григорія Коссака, чи міг Окремий загін Січових Стрільців на чолі з полковником Євгеном Коновальцем змінити долю Львова та наскільки обґрунтованим було рішення полковника Гната Стефаніва відступити зі столиці ЗУНР.
На думку історика Андрія Козицького, автор монографії критично дивиться і безпосередньо на місцевості перевіряє можливість тих чи інших подій, чи так могло статися.
Олександр Дєдик вважає свою книгу першим науковим дослідженням Листопадових боїв 1918 року у Львові. У ній представлено своєрідну поразку «ундівського» образу цих подій .

## Відгуки

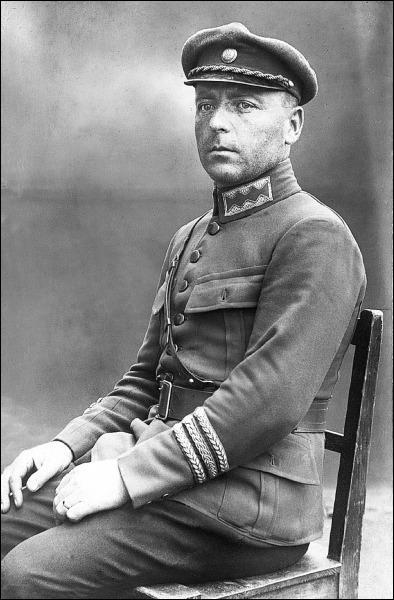
Гнат Стефанів

Автор книжки Олександр Дєдик вказав, що архівних документів, які розповідають про бої у Львові, виявилось набагато більше, ніж процитував їх Олекса Кузьма в роботі «Листопадові дні 1918».
Андрій Козицький відзначає, що книжка являє собою весь комплекс питань так, що жоден сюжет не повисає .

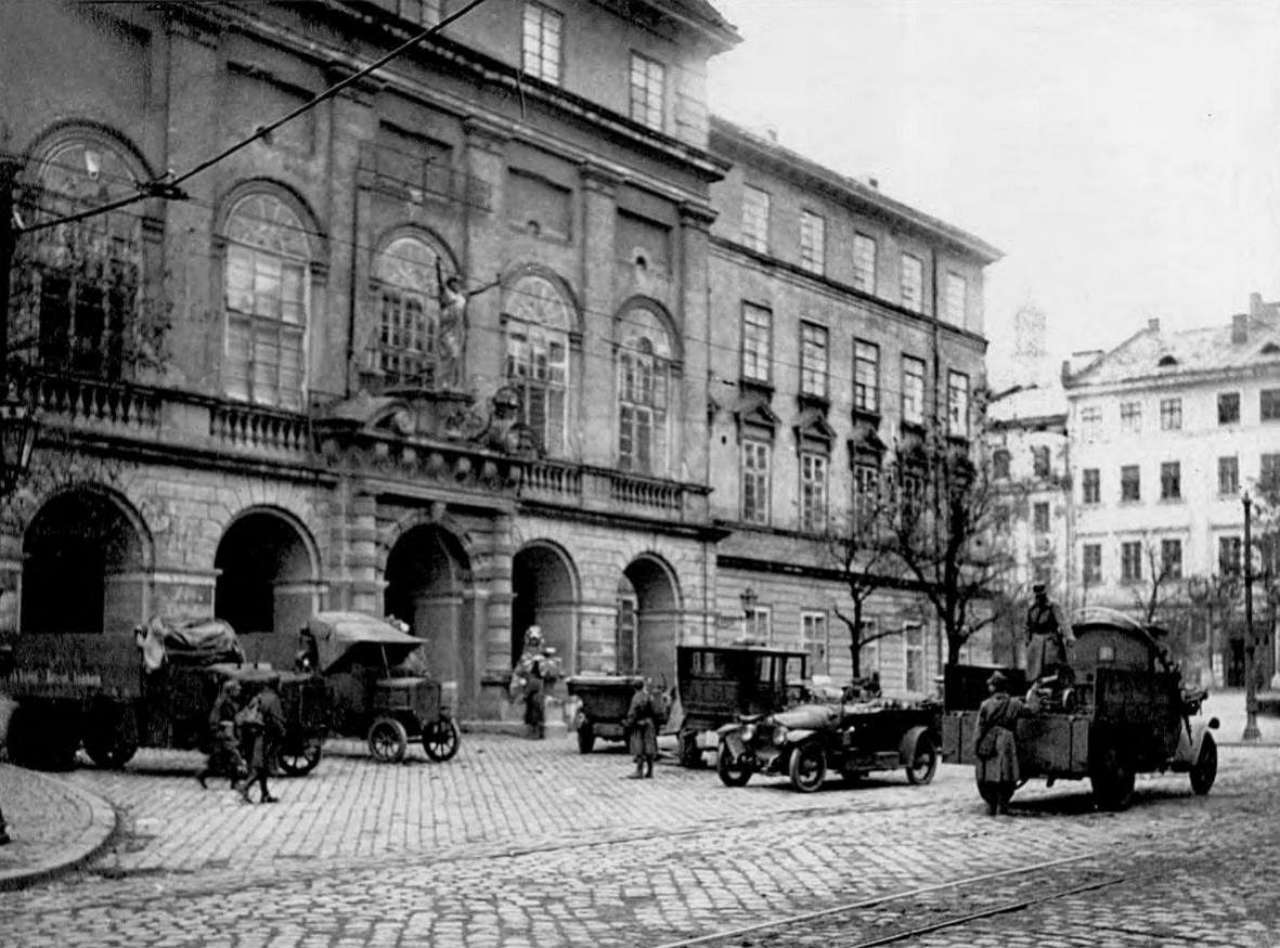
Площа Ринок. Українські вояки завантажують кулемет у вантажівку. Листопад 1918 р.

Михайло Слободянюк схарактеризував першу частину дослідження як праці, на підставі фактів, які точно відомі: зі спогадів, з архівних документів. Автор знайшов канву, що відбувалося, які ідеї відклались, які рішення, що вдалося, а що ні. Ця праця виходить за межі фактологічного подання матеріалу. Адже це, за словами Слободянюка, «аналітичний аналіз», того, що відбувалось у ці перші десять днів у Львові.
Іван Хома наголосив, що на цю працю чекала не лише наукова спільнота, але й звичайні мешканці Львова. Вона дає відповіді на багато запитань, пов'язаних із подіями 1 листопада 1918 року.
На думку Андрія Харука — це результат кількох десятиліть скрупульозної праці.

## Критика
Книжка отримала схвальну критику експертів з військової історії. Михайло Слободянюк запропонував окремою третьою частиною видати архівні документи, щоб це дозволило самим читачами аналізувати та зіставляти висновки автора дослідження. Андрій Козицький вказав, що він інтелектуально задоволений від лектури цієї нової книги автора. На думку Тараса Греня, книжка стане тим фундаментом, який буде утримувати розвиток історії.

## Зміст першої частини
В першій частині книжки є десять розділів:
- Передмова

- Розділ I. Невизначеним курсом

В перший розділ включено три частини: Острів Львів, Десант з українського моря, Штаб перепусто.
- Розділ II. Повстання спалахує

Другий розділ складається з частин: Блеф пана Чинського, Вказівки згори, Ініціатива знизу.
- Розділ III. Розділ Пожежа шириться

Третій охоплює такі частини: Judicium difficile, Occasio praeceps, Experientia fallax, Навпомацки у хаосі, Гуляй, брате, файно.
- Розділ IV. Підсумки триденних боїв

В четвертому розділі наступні частини: Зародження позиційного фронту, Викрадена перемога, Змарнований шанс.
- Розділ V. Таємниця відставки отамана Вітовського

В п'ятому розділі є, зокрема, такі частини: У павутині суперечностей, Шляхом одвічного конфлікту, Робоча гіпотеза.
- Розділ VI. Нарешті УСС!

Шостий розділ має у собі отакі частини: Кляузевіцеве тертя, Біфуркація на Персенківці, Не та розмова, не тії слова.
- Розділ VII. Бої 4 листопада

Сьомий розділ складається з таких частин: Перша операція Генерального отамана, Скелі серед хвиль, Нова мітла по-новому мете.
- Розділ VIII. 5 листопада: кінець початку

Восьмий розділ має три частини: Плани сторін, Бойові дії, Підсумки.
- Розділ IX. У вогні позиційних боїв

У дев'ятий розділ включено наступні частини: Небажана угода, Гарячими точками, Не ходи, Грицю, на вечорниці.
- Розділ X. Буремний день 9 листопада

Останній розділ складається з таких частин: Під тиском обставин, Станція Скинлів і Дирекція залізниць, У вогневому мішку, Перша премія, Підсумки.

## Презентація

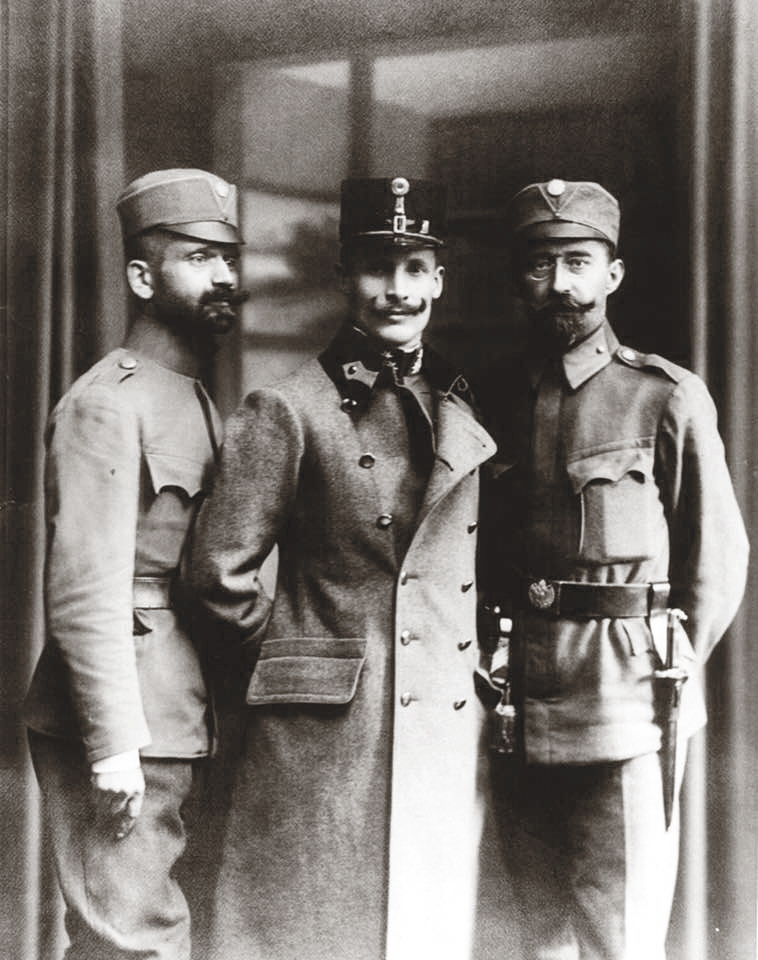
Іван Боберський, Михайло Волошин, Лонгин Цегельський, 1918 рік

Монографію презентовано в день століття Листопадового зриву 1 листопада 2018 року у Львівському пресклубі. Учасниками презентації були: модератор Іван Хома, автор Олександр Дєдик, Михайло Слободянюк Андрій Козицький, Андрій Харук.
Друга презентація відбулась у пресцентрі Гал-інфо 5 листопада 2018 року за участі Олега Фешовця, військового журналіста Тараса Греня, автора Олександра Дєдика та Михайла Слободянюка.
Книжка потрапила в перелік видань від Львівської обласної державної адміністрації, які планується закупити у 2018 році для потреб громадських організацій, зокрема волонтерських, які регулярно надають допомогу військовим і цивільним особам у зоні АТО, в госпіталі для поранених військовослужбовців, бібліотеки Львівської і східних областей України.

## Видання
- Дєдик О. / Бої у Львові. 1—21 листопада 1918 року. Частина I // Олександр Дєдик. — Львів: Астролябія, 2018. — 192 с. — ISBN 978-617-664-141-4[2].